# The Assistant (film, 2019)
Pour plus de détails, voir Fiche technique et Distribution.
The Assistant est un  film américain réalisé par Kitty Green, sorti en 2019. Il s'inspire du cas de Harvey Weinstein et porte sur le problème du harcèlement dans l'industrie cinématographique.

## Synopsis
Le film est centré sur l'histoire de Julia Garner qui vient d'obtenir un poste dans une société de production cinématographique comme assistante.

## Fiche technique
- Titre : The Assistant
- Réalisation et scénario : Kitty Green
- Photographie : Michael Latham
- Pays d'origine : États-Unis
- Genre : drame
- Durée : 85 minutes
- Date de sortie : 2019

## Distribution
- Julia Garner : Jane
- Matthew Macfadyen : Wilcock
- Kristine Froseth : Sienna
- Makenzie Leigh : Ruby
- Juliana Canfield : Sasha
- Alexander Chaplin : Max

## Distinction

### Sélections
- Festival du film de Sundance 2020 : sélection en section Spotlight
- Berlinale 2020 : sélection en section Panorama
- Festival du cinéma américain de Deauville 2020 : sélection en compétition officielle

## Accueil critique
Peter Bradshaw écrit dans The Guardian que le film, «intimement troublant», «peut prétendre être le premier drame qui aborde le problème #MeToo». Selon Jeannette Catsoulis du New York Times, le film est «moins une histoire #MeToo qu'un examen minutieux de la façon dont les affrontements individuels peuvent se fondre dans les miasmes suffocants du harcèlement» ; la critique relève également la performance réussie de Garner. Justin Chang de NPR juge le film «puissant dans sa manière de mettre en évidence de la facilité avec laquelle les Harvey Weinstein de ce monde peuvent exploiter leur autorité absolue pendant des années sans en craindre les conséquences».